# Lissotriton vulgaris
Il tritone punteggiato (Lissotriton vulgaris Linnaeus, 1758), noto anche come tritone comune, è un anfibio caudato appartenente alla famiglia dei Salamandridi.

## Descrizione
Il tritone punteggiato ha una struttura slanciata, con arti relativamente esili, testa allungata e pelle liscia. Gli individui delle popolazioni dell'Europa meridionale, con i loro 6-9 cm di lunghezza, sono solitamente un po' più piccoli di quelli dell'Europa centrale e settentrionale. Il lato superiore del capo è percorso da 3 solchi longitudinali e da 5 bande longitudinali scure più o meno marcate, inframmezzate da striature chiare. Le parti superiori sono di colore marrone chiaro, giallognolo, grigio scuro o bruno-verdastro. I maschi presentano in genere grandi macchie scure più o meno rotonde, mentre le femmine sono spesso quasi di colore uniforme, con piccoli puntini. Il lato ventrale del maschio è arancione o giallo nella parte centrale, con vistose macchie brune dai bordi più chiari. Il ventre della femmina è più pallido e punteggiato di macchie più piccole. La gola chiara è generalmente cosparsa di macule scure, ma in alcuni individui, soprattutto femmine, le macchie golari sono indistinte e in rari casi anche del tutto assenti. In primavera, durante la stagione riproduttiva, i maschi delle popolazioni dell'Europa centrale presentano un'alta cresta dorsale ondulata o dentellata, che passa senza interruzioni significative in un'alta cresta caudale. Nella fase di transizione tra la forma acquatica e quella terrestre, la cresta dorsale diventa più bassa e con margine più liscio. Anche i maschi delle sottospecie meridionali portano una cresta dal margine liscio. Il lato ventrale della cresta caudale presenta solitamente una vistosa colorazione arancione e azzurra. Le femmine non hanno una cresta dorsale, ma sono provviste di una cresta caudale più larga. La coda termina a punta, negli esemplari dell'Europa centrale senza filamento terminale, in Europa meridionale spesso con un filamento terminale evidente. I maschi in fase acquatica presentano ampie palmature scure tra le dita delle zampe e anche una regione cloacale fortemente rigonfia, dalla pigmentazione solitamente scura rispetto al tritone palmato. La lunghezza totale è di 6-11 cm nei maschi e di 6-10 cm nelle femmine.

## Biologia
Il tritone punteggiato è un parente stretto del tritone palmato, con il quale viene spesso confuso. Almeno durante la stagione riproduttiva, che in Europa centrale va da febbraio/marzo fino a giugno, tutti i piccoli tritoni appartenenti al genere Lissotriton conducono una vita completamente acquatica. In questa fase gli animali sono anche diurni, mentre in fase terrestre sono prevalentemente notturni. Il complesso rituale di corteggiamento si conclude con una fecondazione interna delle uova, in maniera simile al tritone alpino. Nel corso di una stagione le femmine depongono 100-300 uova, che ripiegano uno per uno in foglie di piante acquatiche. Le larve si sviluppano nel corso di 6-10 settimane, e i piccoli si spostano sulla terraferma da luglio a ottobre.

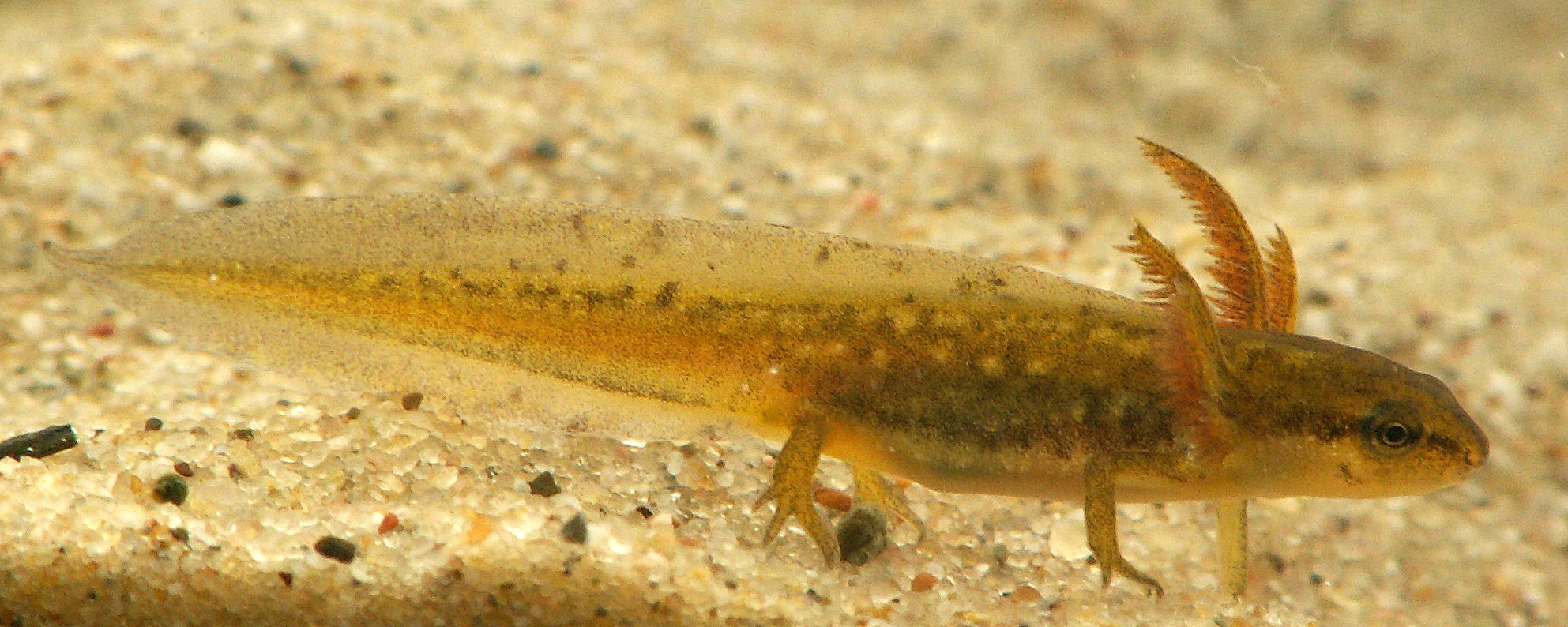
Larva in stadio avanzato, con branchie piumate
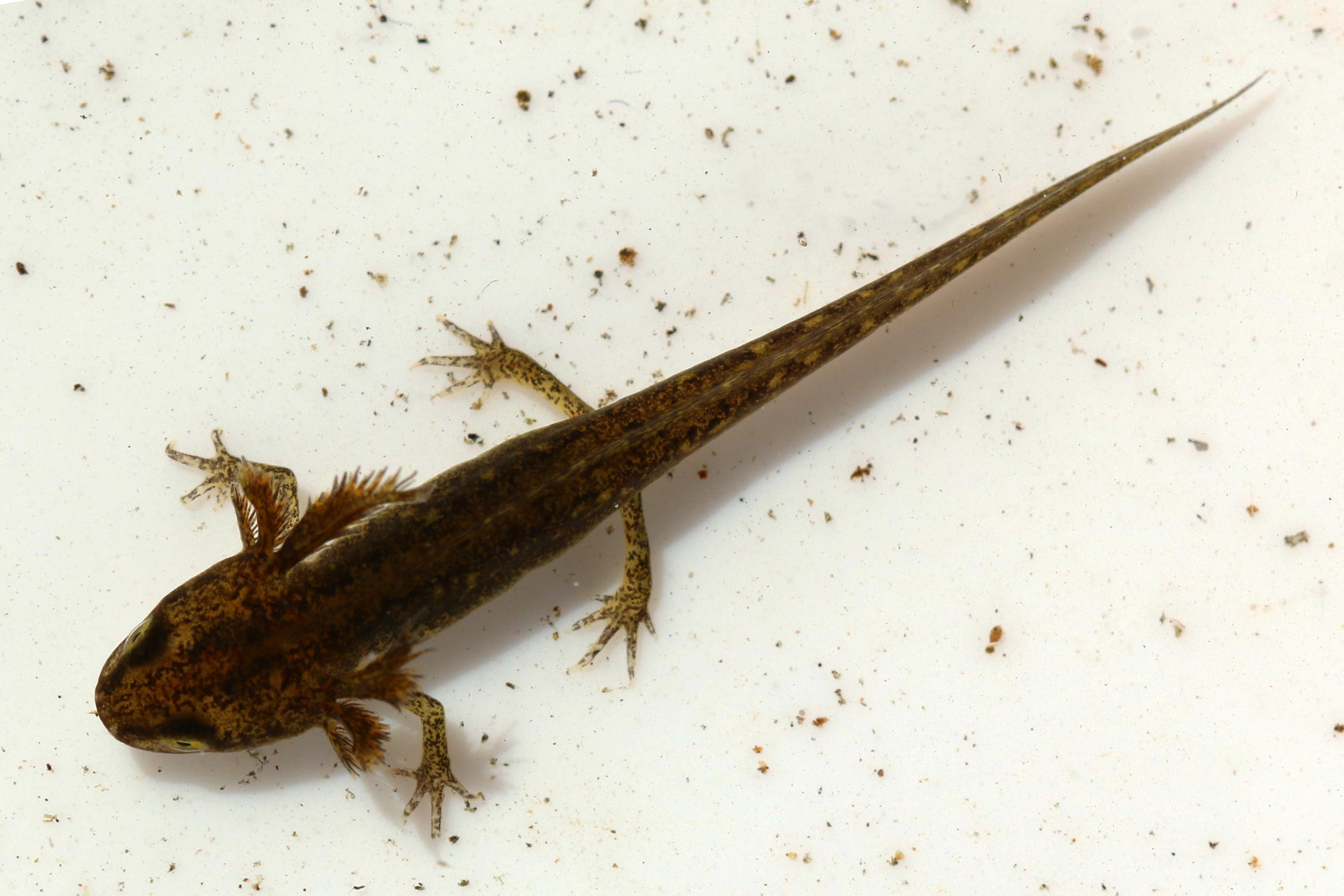
Ninfa

## Distribuzione e habitat
Questa specie frequente e ben adattabile è di gran lunga l'anfibio urodelo più comune d'Europa: con l'eccezione della penisola iberica e di parti di Francia, Italia e Scandinavia, è presente in gran parte dell'Europa e si estende fino a buona parte della Siberia. Il tritone punteggiato vive soprattutto in zone pianeggianti e collinari, ad altitudini di 100-1000 m, ma in Carinzia può eccezionalmente comparire fin oltre 2100 m. Nella stagione riproduttiva questa specie relativamente termofila si può trovare in acque stagnanti di piccole dimensioni, soleggiate e ricche di vegetazione, con punti d'acqua poco profonda e zone alluvionali come per esempio acquitrini, stagni, fossi o solchi di pneumatici. Sulla terraferma il tritone punteggiato vive nascosto in punti umidi, per esempio sotto il legno morto in foreste miste o nella fascia ripariale di stagni e laghi, ma in aree antropizzate anche in giardini o su prati.

## Tassonomia
Sono state descritte diverse sottospecie di tritone punteggiato, alcune delle quali anche considerate come specie a sé stanti. La forma nominale L. v. vulgaris, grande e caratterizzata da una cresta dorsale dentellata, vive in gran parte dell'Europa settentrionale, occidentale, centrale e orientale. La forma diffusa in Europa meridionale, L. v. meridionalis, si estende dal sud della Svizzera attraverso l'Italia settentrionale e centrale fino ai Balcani nord-occidentali. Raggiunge una lunghezza massima di 8-9 cm e ha una cresta dorsale non ondulata, quasi a margine liscio, così come la forma presente nei Balcani meridionali e in Grecia, L. v. graecus, lunga appena 6-7,5 cm. Le femmine di questa sottospecie esibiscono in genere una maculatura evidente, mentre i maschi sono caratterizzati da un lungo filamento caudale e da palmature nere tra le dita delle zampe posteriori. La forma meridionale e quella balcanica sono spesso considerate anche specie autonome. Altre tre sottospecie europee sono L. v. ampelensis, che vive in Transilvania, L. v. schreiberi nella regione intorno a Zara, in Croazia, e L. v. tomasinii, in Montenegro e nella Bosnia-Erzegovina meridionale; altre tre sottospecie si trovano poi al di fuori dell'areale europeo, in Medio Oriente e nel Caucaso.